# Ipomoea hackeliana
Ipomoea hackeliana är en vindeväxtart som först beskrevs av Schinz, och fick sitt nu gällande namn av Hallier f. Ipomoea hackeliana ingår i släktet praktvindor, och familjen vindeväxter. Inga underarter finns listade i Catalogue of Life.